# Módulo de abastecimento
Módulo de abastecimento é um conjunto interligado em uma estrutura, formado por:
1. tanque aéreo horizontal (aéreo);
2. bacia de contenção metálica;
3. bomba/Skid de abastecimento.

Geralmente são usados em transportadoras, construtoras, usinas, garagens de ônibus/caminhões, agronegócios e indústrias em geral, tendo como finalidade o abastecimento de frotas.

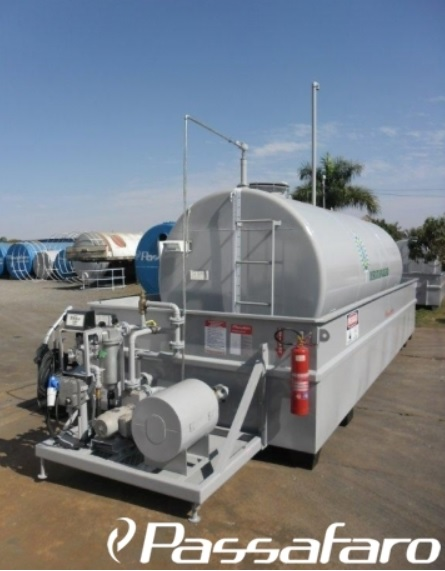
Figura 1- Módulo de abastecimento (com SKID)
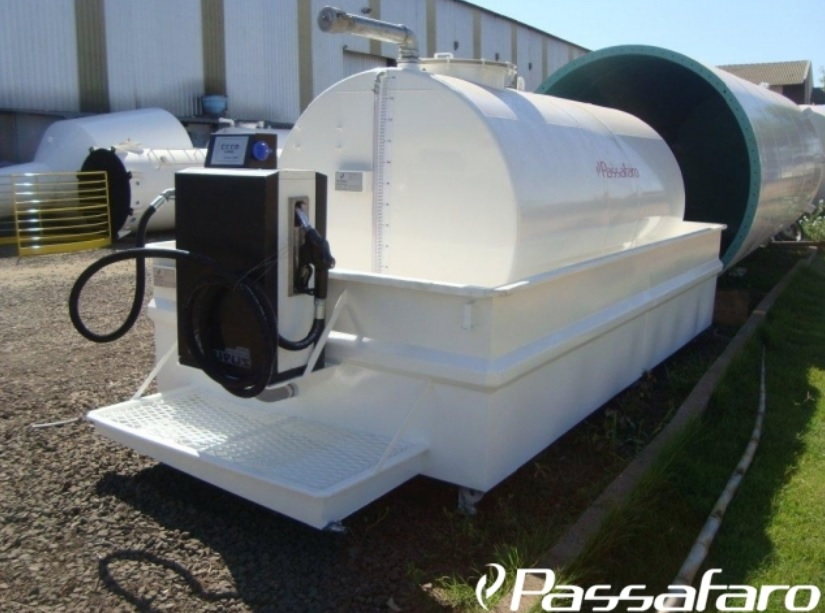
Figura 2- Módulo de abastecimento (com bomba)